# Гіпотеза Рамануджана
Гіпотеза Рамануджана — висловлене С. Рамануджаном припущення щодо величини коефіцієнтів Фур'є {\displaystyle \tau (n)} функції {\displaystyle \Delta } (параболічна форми ваги 12). Функція {\displaystyle \Delta } є власна функція операторів Гекке, {\displaystyle \tau (n)} — відповідні власні значення.
Рамануджан припустив, що вони задовольняють нерівності:
{\displaystyle |\tau (p)|\leqslant 2p^{11/2},}
де {\displaystyle p} — просте.
При цьому функцію {\displaystyle \tau (n)} називають функцією Рамануджана.
Петерсон узагальнив гіпотезу Рамануджана на випадок власних значень операторів Гекке модулярних форм ваги {\displaystyle k}, де ціле {\displaystyle k\geqslant 2}. Це так звана гіпотеза Петерсона.
Пізніше П'єр Делінь звів гіпотезу Петерсона до гіпотези Вейля, яку згодом сам і довів у 1974 році. Відповідно, цим була доведена й гіпотеза, висунута Рамануджаном.